# Skylar Brandt
Skylar Paley Brandt (Purchase, 8 gennaio 1993) è una danzatrice statunitense, prima ballerina dell'American Ballet Theatre dal 2020.

## Biografia
Skylar Brandt è nata in una famiglia ebrea a Purchase ed è cugina di Miranda July. Ha iniziato a studiare danza all'età di sei anni e nel 2004 e nel 2008 ha vinto la medaglia d'argento alla Youth America Grand Prix. Dal 2004 al 2008 ha studiato alla Jacqueline Kennedy Onassis School e nel 2009 è stata scritturata dall'American Ballet Theatre. 
Nel 2015 è stata promossa al rango di solista, mentre nel settembre 2020 è stata proclamata prima ballerina della compagnia. Il suo repertorio con la compagnia comprende Polimnia nell'Apollon musagète di George Balanchine, Gamzatti ne La Bayadère, Medora ne Le Corsaire, Olda in Onegin e Giselle in Giselle.